# Корнел Іонеску
Корнел Іонеску (рум. Cornel Ionesku; 31 серпня 1958, Арджеш, Румунія) — румунський дипломат. Надзвичайний і Повноважний Посол Румунії в Україні

## Біографія
Народився 31 серпня 1958 року в Лейчешт, повіт Арджеш, Румунія. У 1981 році закінчив Бухарестський університет, Факультет іноземних мов та літератур.
У 1981—1985 рр. — вчитель в загальноосвітній школі.
У 1985—1990 рр. — експерт Міністерства національної економіки Румунії.
У 1990—1991 рр. — аташе відділу Радянського Союзу МЗС Румунії.
У 1991—1992 рр. — директор Управління по Молдові МЗС Румунії.
У 1993—1998 рр. — третій секретар, другий секретар Посольства Румунії в Російській Федерації.
У 1998—1999 рр. — заступник директора Управління Східної Європи та Російської Федерації МЗС Румунії.
З 08.1999 — 03.2000 — Тимчасовий Повірений в справах Румунії в Україні.
У 1999—2003 рр. — перший секретар, радник, заступник Посла Румунії в Україні.
У 1999—2003 рр. — заступник директора Управління розширення Європи МЗС Румунії.
У 2004—2010 рр. — Генеральний Консул Румунії в місті Ростов-на-Дону.
З 09.2005 р. по 02.2006 р. — Повноважний Міністр-радник, заступник Посла Румунії в Російській Федерації.
З 08 вересня 2010 по 2016 року — Надзвичайний і Повноважний Посол Румунії в Києві (Україна).